# Каміл Каштяк
Каміл Каштяк (чеськ. Kamil Kašťák; нар. 8 травня 1966, Мост) — чеський хокеїст, що грав на позиції крайнього нападника. Згодом — хокейний тренер. Грав за збірні команди Чехословаччини та Чехії. Двічі брав участь у зимових Олімпійських іграх у 1992 та 1994 роках.

## Ігрова кар'єра
Вихованець команди «Литвинов». Професійну хокейну кар'єру розпочав 1986 року.
Протягом професійної клубної ігрової кар'єри, що тривала 14 років, захищав кольори команд «Дукла» (Їглава), «Літвінов», «Спарта» (Прага), «Пльзень», ГВ-71 (Швеція), «Лукко» (Раума, Фінляндія), «Оскарсгамн» (Швеція) і «Вайсвассер» (Німеччина). В елітних дивізіонах Чехії, Швеції і Фінляндії провів 521 матч (160+160).
У 1992 році став бронзовим призером зимових Олімпійських ігор у Альбервіллі. Учасник Олімпіади 1994 року і трьох чемпіонатів світу (1992, 1993, 1994). На олімпійських турнірах провів 15 ігор (3+8), на чемпіонатах світу — 22 (3+8), Кубку Канади 1991 — 5 (1+2).
Всього провів за збірну Чехословаччини 51 матч (10 закинутих шайб), а за збірну Чехії — 38 матчів (9+10).

## Досягнення та нагороди
- 1983:

бронзовий призер Чемпіонату Європи з хокею із шайбою серед юніорів
- 1984:

бронзовий призер Молодіжного чемпіонату світу з хокею із шайбою: срібний призер Чемпіонату Європи з хокею із шайбою серед юніорів
- 1985:

срібний призер Молодіжного чемпіонату світу з хокею із шайбою
- 1992:

бронзовий призер зимових Олімпійських ігор 1992: бронзовий призер Чемпіонату світу з хокею із шайбою
- 1993:

бронзовий призер Чемпіонату світу з хокею із шайбою